# Seram-Ratte
Die Seram-Ratte (Rattus ceramicus, Syn.: Nesoromys ceramicus) ist eine Nagetierart aus der Gruppe der Altweltmäuse (Murinae). 
Bislang wurden nur wenige Exemplare dieser Art gefunden. Die Tiere erreichen eine Kopfrumpflänge von rund 13,5 Zentimetern, wozu noch ein 14 Zentimeter langer Schwanz kommt. Ihr Fell ist weich und dicht, es ist olivbraun gefärbt, wobei die Unterseite etwas heller ist. Die kurzen Ohren sind schwarz, die Füße und der nahezu unbehaarte Schwanz sind dunkelbraun. Die Schnauze ist langgestreckt.
Diese Tiere leben nur auf der Molukken-Insel Seram. Sämtliche Exemplare wurden in Regenwäldern in 1500 bis 1800 Metern Seehöhe gefunden, ansonsten ist nichts über ihre Lebensweise bekannt.
Seram-Ratten bewohnen nur ein kleines Gebiet mit weniger als 1700 km² Größe, das überdies durch Abholzungen bedroht ist. Die IUCN listet die Art darum als „stark gefährdet“ (endangered).